# Kazimierz Kościelny
Kazimierz Walerian Kościelny (ur. 28 stycznia 1948 w Słaborowicach, zm. 16 września 2012 w Szałem) – polski polityk i samorządowiec.

## Życiorys
Syn Józefa i Stanisławy. Ukończył studia na Wydziale Prawa i Administracji Uniwersytetu im. Adama Mickiewicza w Poznaniu.
W okresie PRL działał w Polskiej Zjednoczonej Partii Robotniczej, kierował jej strukturami w Kaliszu.
Od 1993 do 1997 zajmował stanowisko wicewojewody kaliskiego. W latach 1998–2005 pełnił funkcję wicemarszałka województwa wielkopolskiego. Od 1998 zasiadał w Sejmiku Województwa Wielkopolskiego. Został wybrany także w 2010, był m.in. jego wiceprzewodniczącym.
W 2001 odznaczony Krzyżem Kawalerskim Orderu Odrodzenia Polski.
Pochowany na cmentarzu komunalnym w Kaliszu.